# Мосинцев, Александр Фёдорович
Александр Федорович Мосинцев (1 июня 1938, село Китаевка (Новоселицкий район), Ставропольский край — 6 мая 2010, Пятигорск) — русский поэт, один из самых известных  ставропольских поэтов второй половины XX - начала XXI века. Член Союза писателей СССР и России.

## Начало деятельности
Родился в 1938 году в ставропольском селе Китаевское (Новоселицкий район Ставропольского края). Окончил школу в Пятигорске, горный техникум во Владикавказе. Работал в Сибири буровым рабочим и горным мастером, много лет трудился на автопредприятиях Кавминвод.
Я стал писать стихи, как только пошел в школу. Сначала подражал Пушкину. Однажды учительница говорит: «Мосинцев, принеси мне свои стихи!». Я испугался: как глянет — а там ошибка на ошибке. Боже упаси! И вот, чтобы быть честным, я сжег тетрадь. — «Где стихи?». — Я говорю: «Я их сжег».
Маяковский писал: «Я поэт! Тем и интересен». Но представьте себе ставропольское село, где после войны ничего живого не было. Горе горькое. И, естественно, я не мог вообразить, что буду заниматься литературной работой… Да что вы! Мать, Анастасия Тихоновна, развелась с отцом, и, естественно, мне хотелось получить какую-нибудь крепкую специальность, ведь я у матери остался один. Так получилось, что после школы, — а школу я заканчивал здесь, в Пятигорске (мы в 1952 году переехали сюда), — я подался в горный техникум в Орджоникидзе. Мне сказали, что горняки больше всех зарабатывают. Съездили туда с ребятами, которые учились в нашей 11-й школе, сдали документы, нас приняли. И стали мы учиться.

После техникума многие ушли в армию, а я какое-то время работал горным мастером. Поначалу здесь, в Тырныаузе. А потом товарищ мне написал, что в Красноярском крае имеется поселок Дзержинский, там большой комбинат, как в Лермонтове. Ну и, дескать, работа тебе найдется. Я и поехал туда.Александр Мосинцев

## Литературная деятельность
В 1972 году окончил очное отделение Литературного института им. Горького. В разное время на Ставрополье вышли его поэтические сборники: «Заречье», «Просторная осень», «Сентябрьское утро», «Провинциальные мотивы», «Присуха» и другие, в московском издательстве «Современник» – «Пора новолуния» и «Арбузный мед» . В 2000 году выступил редактором и переводчиком (совместно с Алексеем Ещенко и Осипом Черкасовым) русской секции двуязычного издания "Антология астурийской поэзии" ], первого подобного издания в истории испанско-русских культурных связей.
Много лет жил в Пятигорске, возглавлял Независимую ассоциацию писателей Кавминвод. Работал журналистом в газетах "Молодой ленинец", "Кавказский край", "Бизнес КМВ", "Лик Кавказа" и многих других. Лауреат премии Союза журналистов Ставрополья им.Г.Лопатина, премии Губернатора Ставропольского края им.А.Губина. За особые заслуги перед отечественной литературой награждён медалью им. М. Ю. Лермонтова.
"Сейчас архиважно сохранить авторство Мосинцева, закрепить его имя не в коммерческом, а напечатанном по госзаказу издании, иначе не избежать компиляции. Растащат его стихи по цитатам, перефразируют, перелицуют, и уже какие-нибудь другие «поэты» будут стяжать славу провидцев. Горько писать эти строки, но еще горше натыкаться на явный или скрытый плагиат у наших «уважаемых» или малоизвестных авторов. 
А пока наш чиновник думает, ставропольского поэта Александра Мосинцева с огромной признательностью, приравнивая его стихи к лучшим образцам русского слова, печатают в центральных российских альманахах «Академия поэзии», «Дом Ростовых», «Наш современник» и других.
Александр Мосинцев — подлинный поэт, человек-вершина, творчеством которого будем гордиться не только мы с вами, но и вся российская литература как одним из лучших своих достижений."Зоя Разумовская